# Kinax

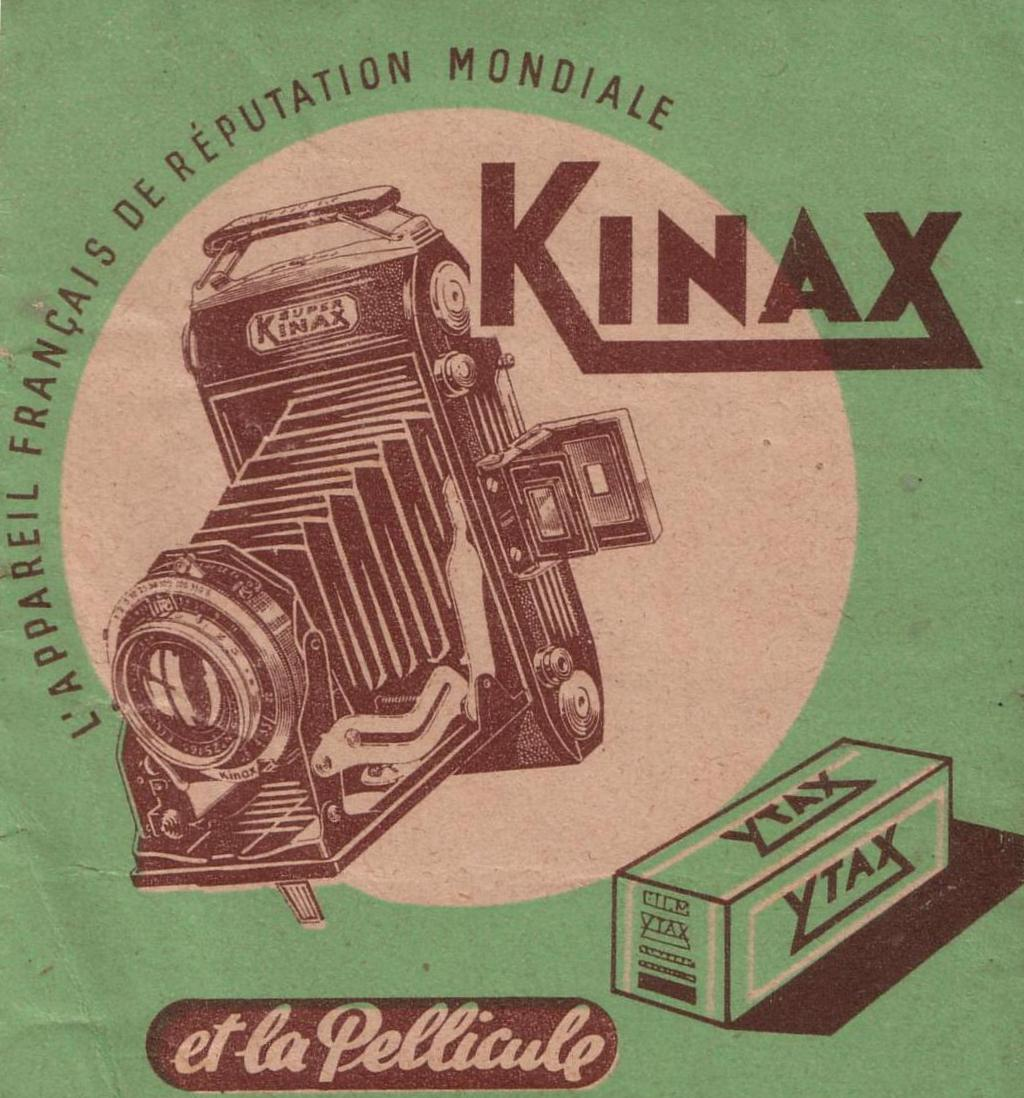

Kinax est une marque disparue d'appareils photographiques établie à Montreuil, active de 1945 à 1956. Un des fondateurs étant monsieur Jousset, fabricant artisanal de chambres photographiques en bois vers 1880, la marque utilise le slogan « À l'avant-garde de la technique depuis 1880 ».

## Histoire
Fondée en 1945, la marque est surtout connue pour ses appareils pliants de format 6 × 9 cm mais elle a aussi commercialisé quelques 6 × 6 reflex à deux objectifs fabriqués par Atoms ainsi qu’un appareil stéréo 24 × 24 sur film 6 × 9 d'origine italienne.
Kinax a équipé toutes les gendarmeries de France pour les photographies utilisées lors des constats d'accidents. Des pellicules spéciales ne comportant que quatre vues, suffisantes pour la majorité des constats, seront fabriquées par Bauchet et vendues par Kinax sous le nom YTAX.

## Production

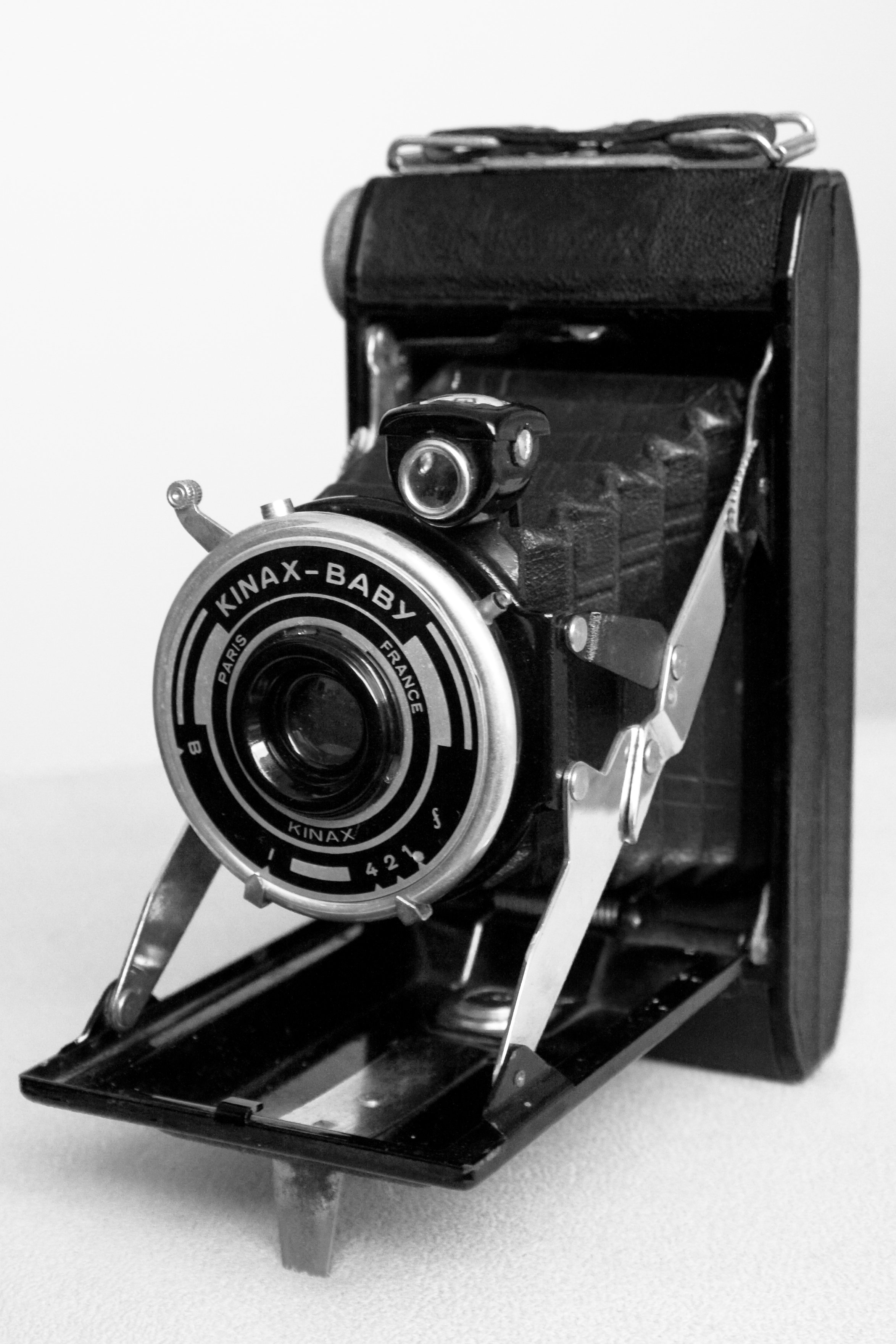
Kinax-Baby 1950

Les versions de 6 × 9 pliants sont nombreuses avec diverses combinaisons d'obturateurs et d'objectifs. On trouve des Kinax, Kinax I, Kinax II et Kinax III, des Kinax Junior et Kinax Major où Senior en différentes versions, des Kinax Baby, Kinax Cadet mais aussi des appareils portant le nom de régions françaises Alsace, Ardennes, Normandy, Picardy, Provence et Riviera,.
Dès le début des années 1950 la popularité des 6 × 9 à soufflet décroît fortement et Kinax se tourne vers la marque Atoms de Nice qui lui fournit des 6 × 6 à deux objectifs. D'abord le Babyflex, faux reflex dont l'objectif de visée ne permet pas la mise au point puis une évolution de l'Atoms Atoflex, le Kinaflex où les deux objectifs ont des mises au point synchronisées par des engrenages autour des lentilles frontales.

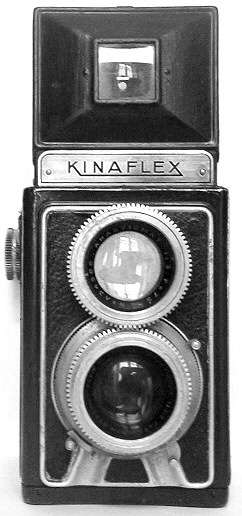
Le Kinaflex

En 1956, les ventes de 6 × 9 continuent à décroître et les 6 × 6 ne suffisent pas à soutenir les ventes. Kinax tente une diversification avec la commercialisation de l'ISO (Industria Scientifica Ottica S.R.L. Milan) Super Duplex francisé. Il s'agit d'un appareil stéréoscopique faisant 24 couples stéréo de 24 × 24 sur un film 120. Il est prévu le montage d'obturateurs en provenance de Atoms et d'objectifs Flor-Berthiot mais la débâcle de l'entreprise met fin à ce projet et les rares Kinax 3D vendus sont identiques au modèle italien à part le marquage sous le viseur.

## Collection
Marque de grande diffusion, Kinax n'est pas vraiment convoitée par les collectionneurs. Seuls quelques modèles sont considérés comme rares. Un Kinax II avec gainage et soufflet gris et le Kinax 3D sont les deux exceptions avec, dans une moindre mesure, le Babyflex trop basique pour bien se vendre.